# 2015 GA1
2015 GA1 est un astéroïde géocroiseur de la famille Apollon d'environ 20 mètres de diamètre qui s'est approché à 960 000 kilomètres (2,5 fois la distance Terre-Lune) de la Terre le 16 avril 2015 à 7 h 11.